# Kierzki (Banie Mazurskie)
Kierzki (deutsch Kerschken) ist ein Ort in der polnischen Woiwodschaft Ermland-Masuren, der zur Landgemeinde Banie Mazurskie (Benkheim) im Powiat Gołdapski (Goldap) gehört.

## Geographische Lage
Kierzki liegt im Nordosten der Woiwodschaft Ermland-Masuren, 25 Kilometer östlich der früheren Kreisstadt Angerburg (polnisch Węgorzewo) bzw. 18 Kilometer südwestlich der jetzigen Kreismetropole Gołdap (Goldap).

## Geschichte
Das einst Kerseken (vor 1785) und später Kersken (vor 1900) genannte Dorf wurde im Jahre 1710 gegründet. 
Von 1874 bis 1945 war der Ort Teil des Amtsbezirks Lyssen (später: Lissen, polnisch Lisy), der zeit seines Bestehens zum Kreis Angerburg im Regierungsbezirk Gumbinnen der preußischen Provinz Ostpreußen gehörte.
Kerschken verzeichnete 365 Einwohner im Jahre 1910. Ihre Zahl verringerte sich bis 1933 auf 311 und war 1939 gleichbleibend.
In Kriegsfolge kam Kerschken 1945 mit dem südlichen Ostpreußen zu Polen und erhielt die polnische Namensform „Kierzki“. Heute ist der Ort Sitz eines Schulzenamtes (polnisch Sołectwo), in das neben Kierzki auch Borek und Nowiny (Naujehnen, 1938 bis 1945 Neuengrund) eingeschlossen sind. Alle drei gehören als Ortschaften zum Verbund der Landgemeinde Banie Mazurskie im Powiat Gołdapski, vor 1998 der Woiwodschaft Suwałki, seither der Woiwodschaft Ermland-Masuren zugehörig.

## Religionen
Kerschken war bis 1945 zum einen in das Kirchspiel der evangelischen Kirche in Benkheim im Kirchenkreis Angerburg in der Kirchenprovinz Ostpreußen der Kirche der Altpreußischen Union, zum anderen in die katholische Pfarrei Angerburg im Bistum Ermland eingepfarrt. 
Heute gehört Kierzki zur katholischen Pfarrei in Banie Mazurskie im Dekanat Gołdap im Bistum Ełk (Lyck) der Römisch-katholischen Kirche in Polen bzw. zur evangelischen Kirche in Gołdap, einer Filialkirche von Suwałki in der Diözese Masuren der Evangelisch-Augsburgischen Kirche in Polen.

## Verkehr
Kierzki ist von Boćwinka ((Alt) Bodschwingken, 1938 bis 1945 (Alt) Herandstal) an der Woiwodschaftsstraße 650 (ehemalige deutsche Reichsstraße 136) aus über Kalniszki (Kallnischken, 1938 bis 1945 Kunzmannsrode) und Nowiny (Naujehnen, 1938 bis 1945 Neuengrund) zu erreichen. In Kierzki enden zwei Nebenstraßen, die von Mieczkówka (Mitschkowken 1938 bis 1945 Herbsthausen B) und Zawady (Sawadden, 1938 bis 1945 Herbsthausen A) bzw. von Broek in den Ort führen.